# 프리실라 (2023년 영화)
《프리실라》(Priscilla)는 2023년 개봉한 미국의 전기 드라마 영화이다. 소피아 코폴라가 감독과 각본을 맡았으며, 가수 엘비스 프레슬리의 아내 프리실라 프레슬리의 삶과 엘비스와의 관계를 다룬 작품이다. 배우 케일리 스페이니가 프리실라 역을 맡는다.
제80회(2023년) 베네치아 영화제 황금사자상 경쟁후보작이다. 2023년 10월 27일 일부 극장에서 A24에 의해 미국에서 개봉되었으며, 2023년 11월 3일에 확대되었다. 비평가들로부터 전반적으로 긍정적인 평가를 받았으며 전 세계적으로 3,300만 달러의 수익을 올렸다. 스패니는 베니스에서 상을 받은 것 외에도 그녀의 연기로 골든 글로브 어워드에서 최우수 여우주연상 후보에 올랐다.

## 줄거리
1960년, 14세의 프리실라는 서독에 주둔 중인 미군인 아버지를 따라 그곳에서 살고 있다. 당대 최고의 스타였던 24세의 엘비스 프레슬리와 우연히 만나게 되고, 나이 차이와 그의 유명세에도 불구하고 두 사람은 데이트를 시작한다. 엘비스가 군 복무를 마치고 미국으로 돌아간 후 연락이 끊기자 프리실라는 실망한다.
2년 후, 엘비스는 프리실라에게 다시 연락해 미국 멤피스로 휴가를 제안한다. 라스베이거스 여행을 마치고 독일에 돌아온 프리실라에게 엘비스는 사랑을 고백하며 멤피스에서 자신의 아버지와 새어머니와 함께 살면서 학교를 다니도록 허락해달라고 프리실라의 부모에게 요청한다. 부모는 이를 승낙하고, 프리실라는 멤피스로 이사하여 고등학교 졸업반을 마친다.
그레이스랜드에서 엘비스와 함께하는 시간은 즐거웠지만, 엘비스가 로스앤젤레스에서 영화 촬영으로 집을 비우는 동안 프리실라는 외로움을 느낀다. 졸업 후 프리실라는 엘비스를 찾아가 그가 영화 공동 출연자와 바람을 피운다는 소문에 대해 따져 묻는다. 엘비스는 그저 영화 홍보일 뿐이라고 둘러댄다. 시간이 흘러 1966년, 엘비스는 프리실라에게 청혼하고, 프리실라는 엘비스의 폭력적인 성격과 그 후의 후회와 변명을 목격한다. 프리실라는 엘비스에게 성적인 관계를 요구하지만, 엘비스는 그녀가 너무 어리다는 이유로 거부하다가 결국 다른 성적인 행위를 허용한다.
1967년 5월, 두 사람은 라스베이거스에서 결혼하고 프리실라는 곧 임신한다. 엘비스는 기뻐하지만, 프리실라는 부모가 되는 것이 너무 빠르다며 둘만의 여행 계획을 묻지만, 엘비스는 나중에 할 수 있다고 말한다. 엘비스의 약물 남용과 잦은 외도, 부재는 결혼 생활에 큰 부담을 준다. 엘비스는 갑작스럽게 별거를 제안하고, 프리실라는 무관심하게 반응한다. 1968년 2월, 프리실라는 딸 리사 마리를 출산하고 엘비스는 컴백 스페셜을 준비하면서 두 사람은 점점 더 멀어진다. 결국 각자의 삶을 살게 된다.
1973년, 프리실라는 엘비스를 찾아 그의 호텔 방에서 약물에 취한 모습을 목격한다. 엘비스는 그녀를 유혹하려 하지만, 그녀는 그 모습에 실망하고, 이혼을 결심한다. 엘비스는 다른 남자 때문에 떠나는 것이냐고 묻지만 프리실라는 독립적인 삶을 원한다고 말한다. 그레이스랜드에서 하우스키퍼들과 엘비스의 할머니에게 작별 인사를 한 후, 프리실라는 엘비스의 팬들이 몰려든 대문 앞에서 차를 몰고 떠난다.

## 출연진
- 케일리 스페이니 - 프리실라 프레슬리 역
- 제이컵 엘로디 - 엘비스 프레슬리 역
- 아리 코헨 - 캡틴 불리외
- 다그마라 도민치크 - 앤 불리외
- 팀 포스트 - 버넌 프레슬리
- 린 그리핀 - 다저 할머니
- 댄 비른 - 조 에스포시토
- 로드리고 페르난데스스톨 - 앨런
- 댄 애브러모비치 - 제리 실링
- R. 오스틴 볼 - 래리 겔러
- 올리비아 배럿 - 앨버타
- 스테퍼니 무어 - 디
- 루크 험프리 - 테리 웨스트
- 에번 애니셋 - 마이크 스톤